# Galrevkom
Galrevkom (Galicijski revolucionarni odbor) je bio privremena vlada stvorena pod zaštitom SSSR-a, u svrhu uspostave i vođenja Galicijske SSR sa sjedištem u Tarnopolu u istočnoj Galiciji. Predsjednik je bio Volodimir Zatonski. 
Galrevkom je uspostavio upravne strukture, galicijsku Crvenu armiju, valutu, obrazovni sustav. Službenim jezicima (jednaka statusa) u Galicijskoj SSR proglašeni su poljski, ukrajinski i jidiš. Odbor nije uspio staviti pod nadzor važno područje Lavova s naftnim poljima kod Borislava i Drohobiča u istočnoj Galiciji.
Galicijsku SSR je ponovno okupirala Poljska 21. rujna 1920. godine. 